# Graziella Contratto
Graziella Contratto, née le 20 octobre 1966 à Schwytz, est une cheffe d'orchestre et musicienne suisse.

## Biographie
Elle a étudié aux conservatoires de Lucerne et de Winterthour et obtient son diplôme en 1991 en ayant suivi les cours de Rudolf Kelterborn, Detlev Müller-Siemens, Horst Stein et Manfred Honeck.
En 1992, Graziella devient la plus jeune professeur de Suisse pour la théorie musicale à l'École de musique de Lucerne.
En 1996, elle crée à Bâle l'opéra Knastgesänge de Hans Werner Henze. En 1998, elle devient l'assistante de Claudio Abbado à la Philharmonie de Berlin et au Festival de Pâques de Salzbourg. 
En 2000, Graziella Contratto est chef résident de l'Orchestre national de Lyon.
En 2003, elle entre à l'Orchestre des Pays de Savoie comme directrice artistique devenant la première femme nommée à la tête d'un orchestre français permanent, poste qu'elle occupe jusqu'en 2009.
En 2007, elle devient directrice du Festival de Davos.
En tant que cheffe invitée, elle dirige dans de nombreux pays européens et aux États-Unis. Elle a collaboré avec la plupart des orchestres symphoniques de Suisse. Depuis 2010, elle dirige la section musique de la Haute école des Arts de Berne.
Graziella Contratto est régulièrement invitée à la radio et à la télévision suisse et dirige depuis 2004 des ateliers de direction d'orchestre pour cadres et dirigeants d’entreprise.